# Локалитет Калин поток
Локалитет Калин поток је локалитет у режиму заштите I степена, површине 82,66ha, на јужним падинама НП Фрушка гора.
Налази се у ГЈ 3802 Чортановачка шума-Хопово-Велика Ремета, одељење 9 (одсеци „а” и „б”) и 10 (одсеци „б”, „ц”, „д”, „е”, „ф”, „г”, „х”, чистина 1, 18) локалитет Вилин камен. Локалитет представља значајно станиште за птице, као и за заједнице различитих храстова (Q.petrea, Q.cerris, Q.pubescens) и букве и липе (Tilo-Fagetum submontanum Mišić 1972.).